# محمدمهدی قهرمانی
محمدمهدی قهرمانی (زادهٔ ۱۳۳۵ در آبادان) نمایندهٔ حوزهٔ انتخابیهٔ شیراز در دورهٔ پنجم مجلس شورای اسلامی بوده‌است.